# Jilma
Jilma ou Jelma (arabe : جلمة) est une ville du centre de la Tunisie située à une cinquantaine de kilomètres au nord-ouest de Sidi Bouzid.
Rattachée au gouvernorat de Sidi Bouzid, elle constitue une municipalité comptant 5 821 habitants en 2014 ; elle est aussi le chef-lieu d'une délégation.
Jelma bénéficie d'importantes ressources hydriques, que ce soit un important aquifère souterrain, le château d'eau constitué par les massifs montagneux de la dorsale tunisienne et la proximité immédiate du lac de retenue du barrage Sidi Saad.
Ces ressources sont valorisées, d'une part par l'exploitation d'une source pour l'embouteillage de l'eau de source de marque Hayet, et d'autre part par la pratique d'une agriculture irriguée notamment pour la culture d'arbres fruitiers.